# 아프가니스탄 루피

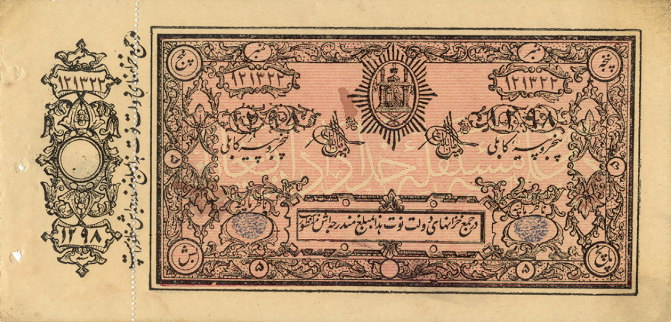

아프간 루피는 1925년까지 아프가니스탄의 통화로 사용되었던 통화이다. 1891년 이전에 은제 루피가 구리 팔루스(falus)와 금 모후르(mohur)와 함께 통용되었다. 이 세가지 금속 동전간에는 정해진 환율이 없었고, 각각 다른지역에서 그들만의 동전을 사용해왔다.
1891년에 카불 루피를 기초로 한 새로운 통화가 도입되었다. 1 루피는 60 파이사(paisa) 또는 10 디나르(dinar)로 바꿀 수 있다. 샤히(shahi)라는 5 파이사의 가치를 가지는 동전과 압바시(abbasi)(= 20 파이사), 키란(qiran)(= 30 파이사)도 만들어졌다. 그리고 후에 틸라(tilla)와 아마니(amani)라는 동전이 만들어졌는데 둘 다 10 파이사의 가치를 가지고 있었다. 아프간 루피는 1925년에 아프가니로 대체되었다.

## 동전
1891년 이전에는 오직 팔루스(falus)라는 구리 동전만 있었다. 은으로 된 1⁄12, 1⁄8, 1⁄6, ¼, ⅓, ½, 1, 2 루피가 티마샤(timasha)와 함께 만들어졌다. 금으로 된 아쉬라피(ashrafi)와 틸라(tilla), 1, 2 모후르 동전이 발행되었다.
1891년 이후에는 청동, 황동, 구리로 만들어진 1, 5, 10, 15, 20 파이사 동전이 만들어졌다. 10, 20 은제 파이사와 ½, 1, 2½, 5 루피 은동전이 주조되었고, 이와 함께 5, 10, 20, 50 금 루피 동전이 만들어졌다.

## 지폐
1919년에 국고 지폐가 도입되어 1, 5, 10, 50, 100 루피 지폐가 만들어졌다.

## 같이 보기
- 아프가니스탄 아프가니
- 아프가니스탄의 경제

## 참조
- Krause, Chester L. and Clifford Mishler (1991). Standard Catalog of World Coins: 1801-1991, 18th ed., Krause Publications. ISBN 0-87341-150-1.
- Pick, Albert (1994). Standard Catalog of World Paper Money: General Issues, Colin R. Bruce II and Neil Shafer (editors), 7th ed., Krause Publications. ISBN 0-87341-207-9.